# Tabanus simplicissimus
Tabanus simplicissimus är en tvåvingeart som beskrevs av Walker 1856. Tabanus simplicissimus ingår i släktet Tabanus och familjen bromsar. Inga underarter finns listade i Catalogue of Life.